# 보라매삼성쉐르빌
보라매삼성쉐르빌(영어: Boramae Samsung Chereville)은 대한민국 서울특별시 동작구 신대방동에 있는 초고층 건물이다. 1999년에 착공하여 2002년에 완공하고 2003년 1월에 입주했다. 지상 49층, 지하 4층이고 높이는 174m이다. 동작구에 들어선 1개동 아파트다.

## 역사
1999년 보라매공원 보라매삼성쉐르빌을 분양하였다. 이후 착공하고 2000년 인테리어공사 28억원에 수주와 계약을 체결했다. 2001년 23가구 특별 분양중이고 잔여분 분양하고 있다. 이번 분양분은 67평형이고 그 이후 분양이 완료되었다. 2002년에 완공하였고 2003년 1월에 입주하였다. 완공 당시 동작구에서 가장 높은 마천루가 되었다.

## 높이
높이는 174m이고 지상은 49층이다. 완공 당시 동작구에서 가장 높은 아파트가 되었다. 현재 동작구에서 가장 높은 아파트다. 1999년에 완공된 도곡동 대림 아크로빌(46층, 163m), 2001년에 완공된 현대41타워(41층, 167m)보다 높다.

## 특징
구조는 철골조인데 고급 철골조아파트다. 삼성 쉐르빌 간판이 있고 윗층에는 쉐르빌 간판이 있다. 보라매공원을 내려다 볼 수 있다. 총 246세대로 구성되어 있다. 난방방식은 개별난방, 도시가스다. 주차장은 지하와 지상에 위치하고 있다. 총 주차대수는 649세대(세대당 2.63대)다. 가구당 2.35대(지상 312대/지하 337대)다.

## 내부 시설
보라매삼성쉐르빌의 내부 시설이다.
| 층수                | 용도                            |
| ------------------- | ------------------------------- |
| 7층 ~ 49층          | 아파트                          |
| 6층                 | 헬스클럽, 골프연습장, 휴게실 등 |
| 2층 ~ 5층           | 지상주차장                      |
| 1층                 | 로비                            |
| 지하 4층 ~ 지하 1층 | 지하주차장                      |

## 인접한 건물
- 대한민국 기상청
- 서울동작소방서
- 보라매공원
- 서울특별시 보라매병원
- ● 서울 경전철 신림선 종합관제동
- ● 서울 경전철 신림선 보라매병원역

## 같이 보기
- 대한민국의 마천루 목록
- 서울특별시의 마천루 목록